# Epinephelus hexagonatus
Epinephelus hexagonatus е вид бодлоперка от семейство Serranidae. Видът не е застрашен от изчезване.

## Разпространение и местообитание
Разпространен е в Австралия, Американска Самоа, Вануату, Индия, Индонезия, Кения, Кирибати, Китай, Кокосови острови, Коморски острови, Мавриций, Мадагаскар, Майот, Малки далечни острови на САЩ, Маршалови острови, Мианмар, Микронезия, Мозамбик, Науру, Ниуе, Нова Каледония, Остров Норфолк, Остров Рождество, Острови Кук, Палау, Папуа Нова Гвинея, Питкерн, Провинции в КНР, Реюнион, Самоа, Северни Мариански острови, Сейшели, Соломонови острови, Тайван, Тайланд, Танзания, Токелау, Тонга, Тувалу, Уолис и Футуна, Фиджи, Филипини, Френска Полинезия и Япония.
Обитава крайбрежията на морета, заливи и рифове в райони с тропически климат. Среща се на дълбочина от 0,3 до 30 m, при температура на водата от 14 до 29,3 °C и соленост 34,1 – 38,8 ‰.

## Описание
На дължина достигат до 27,5 cm.
Популацията на вида е стабилна.